# نقش‌برجسته بهشت و دوزخ
نقش برجسته بهشت و دوزخ مربوط به سده‌های میانه دوران‌های تاریخی پس از اسلام است و در شهرستان دالاهو، بخش مرکزی، دهستان بان زرده، ۷۰۰ متری شمال شرق روستای شالان واقع شده و این اثر در تاریخ ۱۵ دی ۱۳۸۷ با شمارهٔ ثبت ۲۴۱۲۰ به‌عنوان یکی از آثار ملی ایران به ثبت رسیده است.